# Ліберальний католицизм
Ліберальний католицизм — течія в католицькій церкві, яка мала вагомий вплив у 19 столітті та першій половині 20 століття, особливо у Франції. Значною мірою течія ототожнюється з французькими політичними теоретиками, такими як Фелісіте Робер де Ламенне, Анрі Лакордер і Чарльз Форбс Рене де Монталамбер.
Будучи переважно політичним за своєю природою, ліберальний католицизм відрізнявся від модерногоруху в богослов'ї, зокрема, що важливо зазначити, від католиків, які описуються як теологічно "прогресивні" або "ліберальні".

## Опис
Ліберальний католицизм був визначений як "... фактично, серед щирих католиків існує тенденція підносити свободу як головну цінність з наслідками, які тягнуться за собою задля принципів, що керують соціальним, політичним і релігійним життям: з'являється бажання примирити непоєднуване, принципи, на яких була заснована християнська Франція, і принципи, що випливають з Революції".. Ця фраза була використана для опису течій думки й діяльності, що виникли в результаті перероблення Європи Наполеоном і відновлення традиційної монархії. 
У останньому номері газети L'Avenir був опублікований маніфест, в якому проголошувалися наступні положення:
Серед вимог, спрямованих на реформування сучасної католицької церкви, які висувають ліберальні католики, є такі: 
- прийняття Церквою жіночого рукоположення та скасування обов'язкового целібату серед священнослужителів
- визнання права на контрацепцію, евтаназію, аборт, розлучення та екстракорпоральне запліднення
- припинення розгляду гомосексуальних актів як гріха.

Всі ліберально-католицькі вимоги і погляди засуджуються Церквою як такі, що суперечать принципам католицької віри і моралі. Дещо схожі положення зустрічаються в Ліберальній католицькій церкві.

## Історія
Першим проявом католицького лібералізму вважається видання у 1830 році у Франції журналу "L'Avenir", засновником якого був священник Юг-Фелісіте-Роберт де Ламенне. 
У останньому номері газети L'Avenir був опублікований маніфест, в якому проголошувалися наступні положення:
- богослужіння має бути відокремлене від державної влади, яка не повинна втручатися у релігійне вчення та обряди,
- має бути повна свобода преси,
- свобода освіти і свобода віросповідання повинні йти пліч-о-пліч, оскільки і те, і інше є формою прояву власних поглядів,
- свобода зібрань не повинна обмежуватися жодним чином.

Папа Римський Григорій XVI засудив маніфест Ламенне у своїй енцикліці Singulari nos.